# Dipterocarpus acutangulus
Dipterocarpus acutangulus är en tvåhjärtbladig växtart som beskrevs av Vesque. Dipterocarpus acutangulus ingår i släktet Dipterocarpus och familjen Dipterocarpaceae. Inga underarter finns listade i Catalogue of Life.